# Kaine Robertson
Pour les articles homonymes, voir Robertson.
Pas d'image ? Cliquez ici

a Compétitions nationales et continentales officielles uniquement.

b Matchs officiels uniquement.
Dernière mise à jour le 13 novembre 2021.
Paul Kaine Robertson, né le 29 octobre 1980 à Auckland (Nouvelle-Zélande), est un joueur de rugby à XV italien d'origine néo-zélandaise. Il compte 47 sélections avec l'Italie de 2004 à 2010, évoluant au poste d'ailier.

## Carrière

### En club
- 2001-2010 : Rugby Viadana  Italie
- 2010-2012 : Aironi Rugby  Italie
- 2012-2014 : Rugby Viadana  Italie

### En équipe nationale
Il a honoré sa première cape internationale en équipe d'Italie le 26 juin 2004 par une défaite 25-24 contre l'Roumanie.

## Palmarès

### En club
- Champion d'Italie : 2002 en rugby à XV avec le Rugby Viadana
- Vainqueur de la Coupe d'Italie de rugby à XV : 2003, 2007 et 2013

### En équipe nationale
- 47 sélections en Équipe d'Italie de rugby à XV de 2004 à 2010
- 14 essais (70 points)
- Sélections par année : 5 en 2004, 7 en 2005, 2 en 2006 , 12 en 2007, 9 en 2008, 6 en 2009 et 6 en 2010
- Tournoi des six nations disputés :2005, 2007, 2008, 2009 et 2010.
- Coupe du monde de rugby à XV : 2007 : 3 matchs disputés (Nouvelle-Zélande, Écosse et Roumanie à XV)